# 聂友
 聶友（201年?—253年），字文悌，東吳豫章郡新淦（今江西省新干县）人。

## 生平
虞翻被流放到交州時，聶友為縣吏送行，受到其赏识，推荐入豫章太守谢斐手下为功曹。
赤烏五年（西元241年），受诸葛恪推荐为珠崖太守，随陸凱南征儋耳（海南），过程中有传说“聂友射鹿”，归还任丹楊太守。
建興二年东兴之战后吳太傅諸葛恪數度出軍攻曹魏，参考第二次合肥新城之战。諸大臣极力劝諫不聽。聂友和诸葛恪向来不错，作书陈白劝谏。诸葛恪答：“你说的虽然有道理，但没看到全局大势，多去反省下自己好开悟下吧。”（「足下雖有自然之理，然未見大數。熟省此論，可以開悟矣。」）发兵二十万扑向合肥，大败而回，百姓騷動，大失人心。
诸葛恪被伏誅後，孫峻因聶友與諸葛恪的关系怀疑聂友，想讓他擔任鬱林太守，但没上任聂友便忧虑病死，时年三十三岁。

## 梓木預言
一天夜裡，聶友外出打獵時見到一隻白色的鹿，便發弓射中了牠，鹿受傷後逃逸。第二天聶友沿著血跡追蹤，直到血跡都已經消失，仍不見那白鹿蹤影。聶友追蹤太久，饑睏之餘靠在在一顆梓樹下先休息。抬頭一看，看到樹幹上插著一隻箭。仔細觀看，竟是昨晚射出的箭。聶友覺得很奇怪，於是回家準備乾糧和水，與家族的子弟一同砍伐大樹。砍下去後的地方流出鮮紅色的血。聶友將樹裁切成兩塊大木板，並將兩塊木板放在村前的陂塘之中。
這兩塊木板時常沉在水中，偶爾才浮出水面。這兩塊梓木板浮出來的時候，聶友家中必有吉事。聶友每次迎賓客時常用這兩木板當成木筏划去迎接。聶友載賓客回途時，兩塊木板突然下沉，賓客們相當害怕，聶友對著木板大喝幾句，兩塊木板又浮了上來。此後，聶友仕途如願，官至丹陽太守。
聶友任太守幾年後，一天，兩塊木板突然跟隨他到石頭城。巡視的官員回報說：「有兩片木板在江邊波濤中。」聶友大驚說：「這木板從我老家跑到這裡，應該有特殊的用意。」於是他解職返家，上了船便關窗門並讓船家將這兩片木板綁於船兩側，結果只花一天就到了豫章郡。

## 延伸阅读
[在维基数据编辑]
 《三國志·卷64》，出自陳壽《三國志》